# Sandy Denny
Sandy Denny, nome completo Alexandra Elene McLean Denny (Merton, 6 gennaio 1947 – Wimbledon, 21 aprile 1978), è stata una cantautrice folk britannica nota per il suo caratteristico timbro vocale, dalle evocative coloriture nebbiose e dalle suggestioni spettrali, considerato tra i più rappresentativi del genere: secondo il giornalista e musicologo Richie Unterberger è stata «...la più importante cantante folk-rock britannica.».
In veste di cantante dei Fairport Convention, nel 1968, si è resa artefice della prima
fusione tra folk tradizionale inglese e rock; da quell'esperienza avrebbe avuto origine l'intera corrente britannica del folk rock.
Il grande rispetto di cui godeva in ambito musicale indusse molti artisti a ricercarla per delle collaborazioni; va in particolare ricordato il duetto vocale di cui fu protagonista con Robert Plant nel brano The Battle of Evermore, contenuto in Led Zeppelin IV, in seguito al quale passò alla storia come unica voce ad aver affiancato Robert Plant nell'intera discografia dei Led Zeppelin.
Come nel caso di altri artisti, la fama di Sandy Denny è cresciuta in misura considerevole dopo la sua morte fino a generare un vero e proprio culto tra gli amanti del genere, anche attraverso una nutrita serie di pubblicazioni che, a partire dalla metà degli anni ottanta, ha contribuito ad alimentarne il seguito.
Dal 1998 una nuova varietà coltivata di Hemerocallis porta il suo nome.

## Biografia

### L'infanzia e la formazione musicale
Si avvicinò alla musica folk sin dalla tenera età grazie agli stimoli della nonna, di origini scozzesi, cantante di pezzi tradizionali britannici. Iniziò a studiare chitarra e pianoforte, nonostante le forti rimostranze della famiglia, e si inserì nel coro della sua scuola dove ben presto scoprì le enormi potenzialità della sua voce eterea e avvolgente. Nell'adolescenza, Sandy frequentò un corso di ostetricia presso il Royal Brompton Hospital senza però smettere di coltivare la sua naturale inclinazione verso la musica: è in quegli anni che iniziò a frequentare folk club londinesi come il Les Cousins, il Bunjies o lo Scots Hoose, inserendosi così in un tessuto musicale all'epoca in grande fermento.
La primissima metà degli anni sessanta, oltre ad aver assistito all'ascesa di gruppi rigorosamente inglesi quali Beatles, Rolling Stones, Animals e Who, aveva portato in grembo un altro filone fondamentale quale quello dei cantautori folk statunitensi, capitanato da Bob Dylan. Il vecchio continente non ne rimase immune, anche perché, man mano che montava la contestazione del '68, furono proprio questi cantautori a farsi carico di diffondere il messaggio della protesta e il folk divenne il mezzo par excellence mediante il quale il vessillo di pace, amore e solidarietà aggregò immediatamente milioni di persone.
In Inghilterra si diffusero rapidamente diversi folk club, e le canzoni di cantautori come Joan Baez, Joni Mitchell, Crosby, Stills and Nash e lo stesso Dylan divennero materia fondamentale con cui le emergenti leve folk del vecchio continente dovettero confrontarsi per poter creare il loro background.

### L'esordio radiofonico e discografico
L'impronta artistica di questi artisti, sulle primissime incisioni di una Sandy Denny appena diciannovenne, è di tutta evidenza: la prima apparizione "ufficiale" della cantante risale al 1966, quando partecipò ad alcune sessioni radiofoniche per la BBC all'interno del programma Folk Song Cellar. L'esordio discografico vero e proprio avvenne invece l'anno successivo: in due sessioni che ebbero luogo il 22 marzo e il 26 aprile 1967, Sandy incise diversi pezzi per la Saga Records che sarebbero finiti su alcune pubblicazioni, inizialmente di altri artisti: tre brani registrati nella prima sessione furono inclusi nell'LP Alex Campbell & His Friends e altri sei registrati nella seconda vennero pubblicati su Sandy and Johnny di Johnny Silvo.
Raggiunti gli allori del riconoscimento internazionale, i brani sarebbero stati ripubblicati più volte e in modo disordinato a nome della cantante (si veda ad esempio The Original Sandy Denny, B&C/Mooncrest, 1978) fino a trovare definitiva e integrale collocazione nell'antologia Where The Time Goes - The Early Years (Castle Communications, 2005).
Sempre nel 1967 la cantante accettò l'offerta degli Strawbs per una collaborazione, e in maggio registrò col gruppo una dozzina di pezzi per il disco All Our Own Work, sette dei quali la videro impegnata come voce solista. In tutto questo, venne fissata su nastro una delle prime composizioni in assoluto di Sandy, Who Knows Where the Time Goes?, in seguito reincisa in versione differente con i Fairport Convention. Who Knows Where the Time Goes?, con la sua dolcissima progressione vocale e i suoi versi malinconici e riflessivi, sarebbe divenuta in breve la canzone-simbolo della cantante e del suo modo di concepire il genere, oltre che la più amata dai suoi estimatori, e nel 2007 il pubblico dei BBC Radio 2 Folk Awards l'avrebbe votata quale "canzone folk preferita".
Del brano si possono contare attualmente circa una cinquantina di cover da parte di altri artisti.

### L'ingresso nei Fairport Convention e la nascita del Folk-Rock
Nonostante il suo esordio con riproposizioni discografiche di vecchi standard del folk d'oltreoceano, la direzione che la giovanissima cantautrice voleva intraprendere era già ben definita e decisamente originale rispetto alle tendenze musicali dell'epoca: le prime sessioni radiofoniche e numerosi bootleg di registrazioni casalinghe del 1966 testimoniano una Sandy Denny alle prese con sue personali riletture di antichi brani della tradizione folk albionica, le stesse che da lì a pochissimo avrebbero fatto diventare i Fairport Convention il gruppo di spicco dell'intero corso del folk rock britannico.
All'inizio del 1968 i Fairport Convention erano un gruppo alla ricerca di una voce femminile, ruolo rimasto scoperto a causa della rottura con Judy Dyble dopo il loro omonimo lavoro d'esordio. L'audizione di Sandy Denny avvenne nel maggio 1968: leggenda vuole che gli allibiti membri del gruppo, dopo il provino, l'abbiano letteralmente supplicata di entrare a far parte dell'organico.
La cantante sarebbe passata con il gruppo appena diciotto mesi: sotto la sua guida, i Fairport Convention avrebbero subito un radicale stravolgimento stilistico, liberandosi delle compassate sonorità degli esordi per elaborare, primi fra tutti gli altri gruppi del filone, una dinamica fusione tra le sonorità rock tipiche dell'epoca e le atmosfere arcane dell'antico folk britannico.
Il risultato di questa decisa correzione di rotta furono What We Did on Our Holidays, Unhalfbricking e Liege & Lief, tre dischi partoriti tutti nel 1969 e testimoni dell'itinerario verso il nuovo corso: Liege & Lief, in particolare, costituisce il punto di approdo dell'intero processo di elaborazione ed è tuttora considerato dalla critica specializzata quale capostipite e opera massima nel genere.
Raccontano gli stessi membri della formazione dell'epoca come, trovandosi in tour, Sandy proponesse loro, durante le prove, riletture di antichi traditionals britannici; riletture verso le quali il gruppo iniziò a manifestare un interesse sempre crescente, anche per via della sorprendente alchimia creata dall'accostamento della voce maestosa e spettrale della cantante alle atmosfere nebbiose di quei vecchi pezzi.
Fu quindi a seguito delle sollecitazioni di Sandy, che il gruppo decise di muoversi in quella direzione, all'inizio semplicemente seminando qua e là alcuni brani concepiti in quel modo (questo sull'LP What We Did on Our Holidays: è il caso di Fotheringay, di Nottamun Town e in particolare della rilettura di She Moves Through the Fair).
Le enormi possibilità di sviluppo della strada indicata dalla cantante, mai affrontata prima da alcuno, erano più che evidenti: così Unhalfbricking, il lavoro successivo, venne concepito in modo più omogeneo verso quella direzione solamente tentata nel precedente What We Did on Our Holidays. La rotta era stata tracciata in modo univoco: il traguardo, per il gruppo, era quello di dimensionarla in modo adeguato. Fu quanto successe con Liege & Lief, quarto lavoro di studio del gruppo e terzo con Sandy alla voce. Liege & Lief è comunemente considerato il capolavoro dei Fairport Convention: capolavoro che, come spesso accade, risultò pesantemente influenzato dagli eventi.

#### La sofferta gestazione diLiege & Lief
Nella primavera del 1969, durante uno dei tanti spostamenti del tour promozionale di Unhalfbricking, il bus utilizzato per gli spostamenti da una location all'altra ebbe un brutto incidente che costò la vita al batterista del gruppo, Martin Lamble, e alla ragazza di Richard Thompson, Jeannie Taylor.
I membri del gruppo ne furono sconvolti.
Venne immediatamente ventilato da tutti lo scioglimento, ma si ritenne di dover meditare più a lungo su questa ipotesi, se non altro per evitare che la decisione fosse troppo condizionata dall'emotività del momento.
Con l'intenzione di concedere ai musicisti un periodo di assoluta quiete in cui lasciar sedimentare l'accaduto e riordinare le idee, il manager Joe Boyd affittò un'austera villa vittoriana a Farley Chamberlayne, nei pressi di Winchester, completamente immersa nel silenzio e nella quiete delle colline dell'Hampshire e lontana da ogni avamposto civile.
La scelta si rivelò adeguata: la pace del luogo e lo strettissimo contatto con la natura furono un balsamo per le ferite interiori di tutti i componenti del gruppo. In breve tempo venne corretto il tiro delle intenzioni inizialmente manifestate. La scelta fu di proseguire, ma verso una direzione tutta diversa da quella che aveva caratterizzato il periodo con Martin Lamble: a testimonianza di ciò, oltre al nuovo batterista Dave Mattacks, venne inserito nell'organico Dave Swarbrick nel ruolo di violinista e fiddler.
Fu la sterzata definitiva verso il nuovo corso.
Secondo quanto affermato dai diretti interessati, i lavori per le nuove canzoni furono intensi, quasi animati da un'aura di misticismo folk; come ricorda il bassista Ashley Hutchings, la musica era tutt'uno con quello che vivevano quotidianamente, dalle passeggiate nei boschi ai giochi tra i prati, ai pranzi raccolti attorno al tavolo dell'accogliente cucina della villa.
L'aria della tarda primavera, la quiete assoluta della villa e la dolcezza delle colline in fiore furono complici del miracolo: i Fairport Convention si fecero trasportare dalla magia del luogo per la loro musica, e il risultato fu eccezionale. Non solo la strada indicata da Sandy Denny aveva trovato completo riconoscimento, ma i membri del gruppo ne avevano interiorizzato lo spirito nel modo più pieno.
Il nuovo canone definito dal gruppo, di impostazione moderna ma permeato di temi antichi e di sicuro impatto evocativo, ricevette subito il plauso degli estimatori e non ci volle molto perché Liege & Lief divenisse l'abbecedario di tutti i gruppi angloirlandesi che in seguito decisero di imboccare la strada del folk-rock, non ultimi i Chieftains e i Corrs.
Nel 2006 il disco sarebbe stato premiato quale disco folk più influente nella storia nel corso dei BBC Radio 2 Folk Awards e nel giugno 2007 sarebbe stato collocato dalla rivista musicale Mojo al 58º posto nella classifica dei 100 Dischi che hanno cambiato il Mondo.

#### L'addio ai Fairport Convention
Il progetto però abortì prima di quanto chiunque potesse sospettare.
Dopo alcune date per la promozione dell'LP, Sandy Denny e il bassista Ashley Hutchings lasciarono i Fairport Convention; Sandy, in particolare, sentiva il bisogno di dare maggior forma alla propria dimensione cantautorale e preferì dedicarsi a un progetto più personalizzato, ponendo fine a un percorso creativo che aveva appena raggiunto la sua dimensione ottimale. È un dato di fatto che in quel periodo la vena creativa della cantante, all'epoca appena ventiduenne, fosse al suo apice: ma è altrettanto vero che erano le affinità elettive esistenti tra Sandy e gli altri componenti del gruppo a permettere che questa sua vena creativa trovasse la sua forma ideale.
All'interno dei Fairport Convention la cantante aveva trovato quel supporto umano e musicale di cui la sua personalità insicura e malinconica aveva bisogno per esprimersi al massimo; i componenti del gruppo, Richard Thompson su tutti, assecondavano di buon grado la sua naturale attitudine folk e in qualche modo riuscivano a infonderle sicurezza con il loro sound così personale ma anche così rispondente alle sue aspettative: la loro presenza e il loro entusiasmo le risultavano così da stimolo e la incoraggiavano a proseguire per quel corso.
Lo stato di grazia la accompagnò fin quando venne affiancata dal supporto musicale di almeno uno dei suoi vecchi compagni, anche durante la carriera solista: ma ogni volta che tale supporto veniva meno era inevitabile rilevare come alla vena creativa della cantante, comunque presente, mancasse quel qualcosa in più necessario a cementarla e renderla perfettamente compiuta. In retrospettiva, il sound inconfondibile dei Fairport Convention le risultò essere una base irrinunciabile: lei stessa ne converrà con amarezza qualche anno dopo, quando la sua situazione personale e creativa era a un passo dall'autodistruzione.

### La formazione dei Fotheringay
L'uscita dai Fairport Convention, comunque, la vedeva carica di aspettative: lungi dal sentirsi smarrita, la cantante era invece ansiosa di riprendere e ampliare quel percorso così stimolante intrapreso con i suoi precedenti compagni d'avventura.
In un nonnulla mise insieme una nuova formazione sotto le insegne di Fotheringay (richiamo neppure troppo velato all'esperienza appena conclusa) e nella primavera del 1970 tirò fuori dal cilindro il primo (e unico) album del gruppo: era passato soltanto un semestre dalla rottura con i Fairport Convention. Nell'organico del gruppo finì anche Trevor Lucas, futuro marito di Sandy e all'epoca suo compagno: la sua presenza, lungi dall'essere una semplice voce d'inventario, si rivelò a lungo termine uno dei fattori della dispersione della vena artistica della cantante. Nei Fotheringay, infatti, si verificò una sostanziale mutazione degli equilibri interni dovuta a un'inevitabile confusione tra la vita privata (la relazione tra Sandy e Trevor, vero vivaio di travagli fuori e dentro il gruppo) e quella artistica.
Il quarto album dei Led Zeppelin presenta quattro simboli runici al posto del titolo, ciascuno associato a un singolo membro del gruppo. Nascosta alla comune percezione, invece, è la presenza di una quinta runa, abilmente celata nella pagina dei credits del disco. A prima vista questa si presenta difatti come un semplice asterisco, seppur stilizzato, apposto per mettere in connessione il nome di Sandy Denny con il titolo del brano cui prese parte, The Battle of Evermore. A svelarne la natura esoterica furono invece alcuni studiosi esperti di rune e simbologia occulta: la runa in questione è riportata a pag. 5 dell'opera The Book of Signs di Rudolf Koch, risalente al 1930, lo stesso testo da cui vennero estrapolate anche quelle del bassista John Paul Jones e del batterista John Bonham.

Il significato di tale runa è controverso. Il libro di Koch lo definisce un antico simbolo rappresentante la Trinità, ma è lo stesso autore a precisare che "non si hanno altre notizie circa il suo significato". Un'altra interpretazione è stata ricostruita dallo scrittore Erik Davis, autore di un trattato sui simboli utilizzati in Led Zeppelin IV: «Nell'intimarci danzate nel buio della notte, cantate alla luce del giorno (uno dei versi da lei interpretati in The Battle of Evermore, ndA), la cantante assume un ruolo esterno al contesto della battaglia, vestendo i panni di una donna illuminata, una arcana Signora delle contrapposizioni pagane, una strega: La Donna in cui ha trovato forma la Grande Sacerdotessa.
Nell'iconografia esoterica, poi, il triangolo col vertice capovolto indica sovente lo yoni, ossia l'organo femminile capace di generare la vita; collegando tutti questi fattori, la runa associata a Sandy Denny è verosimilmente riconducibile al simbolo della dea triplice e ai suoi tre aspetti.»
L'omonimo esordio dei Fotheringay, scritto per grandissima parte da Sandy, contiene diversi brani riconosciuti quali suoi grandi classici, ricevendo un'accoglienza più che soddisfacente da critica e pubblico: fu subito evidente, però, che le sonorità della nuova formazione non avevano né il piglio né tanto meno la personalità di quelle dei Fairport Convention, suggerendo a tratti l'impressione di poter essere quasi d'ostacolo al potenziale espressivo della cantante.
L'esperienza Fotheringay, ad ogni modo, ebbe vita molto breve.
A scrivere l'epitaffio della band fu il manager Joe Boyd, che aveva seguito Sandy nella sua dipartita dai Fairport Convention: convinto che per poter raggiungere platee più ampie occorresse valorizzare la sua vena cantautorale, la convinse dell'inopportunità di giocare la parte della cantante-factotum in un gruppo opponendole la considerazione che la prospettiva di una carriera solista le avrebbe offerto margini più ampi di libertà.

### La carriera solista e la collaborazione con i Led Zeppelin
Il 31 gennaio 1971, sul palcoscenico della Queen's Hall di Londra, i Fotheringay si dissolsero (almeno come ragione sociale). Sandy iniziò così a gestire la maggiore libertà d'azione che la nuova dimensione le concedeva: si dedicò subito a lavorare al suo primo progetto da solista e aderì alla proposta dei Led Zeppelin di affiancare, in un duetto rimasto negli annali della musica, la voce di Robert Plant in un brano del loro quarto, storico album senza titolo , convenzionalmente identificato come Led Zeppelin IV. Il pezzo in questione è The Battle Of Evermore, gioiello folk per il quale Sandy offrì una delle prestazioni più intense della sua carriera.
Fu l'unica volta in cui venne ammessa un'altra voce solista nel gruppo oltre a quella di Robert Plant.
L'esperienza fu senz'altro assai gratificante, dato che in tal modo Sandy diede il suo contributo a una delle pietre miliari della storia del rock; se ciò non bastasse, il risultato fu che chiunque abbia acquistato una copia di Led Zeppelin IV (le stime del 2008 certificano quasi 40 milioni di copie vendute in tutto il mondo, di cui 23 solo negli Stati Uniti) difficilmente avrebbe dimenticato il suo nome. La collaborazione con i Led Zeppelin però è solo la testimonianza più nota della considerazione di cui la cantante godeva presso gli altri artisti: nel corso della sua breve carriera, Sandy Denny ricevette proposte di collaborazione anche dal chitarrista degli Who Pete Townshend (su richiesta del quale accettò di impersonare il ruolo della Nurse per la rappresentazione teatrale della loro rock opera, Tommy) e dal chitarrista Lowell George, per non parlare delle collaborazioni informali con Don Henley degli Eagles e del legame con Frank Zappa e con la cantante Mama Cass.
Oltre all'esperienza con i Led Zeppelin, comunque, Sandy stava riempiendo quei mesi a cavallo tra 1970 e 1971 con la scrittura di brani destinati alla sua prima esperienza "in proprio".

#### The North Star Grassman and the Ravens
Un'adeguata riflessione avrebbe senz'altro favorito l'artista nel prendere adeguatamente le misure alla nuova dimensione in cui si era collocata, ma questo comportava il rischio di perdere quell'attenzione del pubblico tanto faticosamente catturata negli anni precedenti: dall'altro lato, però, affrontare di fretta un passo importante come quello dell'esordio comprendeva il rischio concreto di produrre un risultato privo di direzione e di stimoli. Sandy decise così di essere semplicemente sincera con sé stessa, traducendo in musica proprio i contrastanti stati d'animo generati in lei dall'esordio e dai cambiamenti umani che stava vivendo.
Sbocciò così The North Star Grassman and the Ravens, un lavoro dalle tinte fosche, brumose e autunnali, attraverso le quali la cantante racconta se stessa e il modo in cui sta affrontando emotivamente i vari aspetti della sua esistenza, artistica e non. The North Star Grassman è un LP fortemente intimistico e privo di qualsivoglia artificiosità, a partire dalle musiche, quasi tutte fredde e avvolgenti come nebbia: tutto è molto naturale, spontaneo e nudo, e per questo lungi dall'essere lineare; la completa antitesi di quella preoccupazione, di quell'ansia di collocarsi sul mainstream che più avanti i soliti consiglieri del diavolo si preoccuperanno di instillare nella personalità insicura della cantante.
In retrospettiva, The North Star Grassman è il lavoro più sincero e coerente di Sandy Denny da solista: da brani come Late November, Next Time Around e dalla stessa title track, persino dall'immagine arcana e oscura scelta per copertina dell'LP, emerge inequivocabile il rifiuto verso ogni compromesso melodico o lirico e ogni ammiccamento alle classifiche.
Non sono immuni da questa filosofia neppure i testi: i versi composti dalla cantante per The North Star Grassman, impostati come se fossero parti di un flusso di coscienza, possiedono un'articolazione volutamente sibillina e di ardua decifrabilità.
Durante la registrazione dell'LP Sandy si fece affiancare da una formazione piuttosto articolata, composta in gran parte da membri dei Fotheringay e da alcuni dei Fairport Convention, incaricati di coprire i ruoli strategici: così Richard Thompson, cui era legata a doppio filo d'amicizia, ebbe l'incarico di curare le chitarre assieme al compagno della cantante Trevor Lucas, e Dave Swarbrick si occupò delle parti di fiddle.
The North Star Grassman, prodotto da Richard Thompson, suscitò ottime impressioni tra musicisti e critica di quel 1971 che ne vide la pubblicazione. In qualche modo il disco ebbe anche il suo momento commerciale, seppur breve: spinto dalla popolarità della cantante, in crescita in quel periodo anche grazie alla collaborazione con i Led Zeppelin, l'LP esordì in classifica al numero 31 per poi rapidamente scomparire. Le date di promozione del disco, anche se relegate a spazi molto racchiusi, ebbero comunque un buon seguito, confermando l'attenzione del pubblico verso la cantante: ma nulla di più.

#### Sandy
Nel frattempo, la vena creativa della cantante continuava a produrre: nel 1972, dopo appena un anno dall'esordio, vede la luce Sandy, considerato da critica e pubblico quale disco più ispirato della sua attività da solista, nonché opera fondamentale del folk-rock britannico, in coppia con Liege & Lief.
Sandy si poneva come evoluzione logica del discorso intrapreso col lavoro d'esordio; le strutture e gli intrecci rimanevano rigorosamente orientati al folk, ma la gamma espressiva della cantante sembrava aver ritrovato un piglio più gioioso e aperto, non soltanto sotto il profilo delle sonorità ma anche attraverso testi meno ermetici di quelli del suo predecessore: in quello che era il nuovo quadro della vita di Sandy Denny iniziavano ad alternarsi le luci alle ombre, e assieme alle tinte brumose e autunnali che avevano colorito tutti i brani scritti per il precedente lavoro stavolta emergevano anche ballate gioiose e distese.
Oltre a presentare il solito gusto per il folk, tanto di propria mano quanto sotto forma di traditionals rielaborati, non sfuggivano però alcuni ammiccamenti verso il pop, seppure soltanto in due episodi dell'album.
Non è difficile, in retrospettiva, cogliere proprio in quei due brani l'onnipresente dubbio della cantante sulla sua effettiva attitudine verso il genere e sulla direzione musicale da intraprendere.
Da quanto affermano coloro che la conobbero, sembra che la cantante fosse dotata di un vivissimo senso di autocritica: dote che formava però una pessima combinazione con la sua personalità insicura e malinconica, portandola troppo spesso a mettere in discussione la qualità del suo lavoro e persino le effettive potenzialità della sua voce. Su questo lato, tenuto a freno per lo più dalle reazioni ammirate che le sue composizioni e la sua voce evocativa e maestosa suscitavano, vi furono alcuni che non ebbero difficoltà a marciare, con risultati a lungo termine disastrosi.

#### Il fallimento del progettoThe Bunche i primi cedimenti
Non c'è alcuna spiegazione, difatti, all'abbandono da parte della cantante della sua carriera solista, così ispirata musicalmente e in un momento di crescita così evidente, per dedicarsi ad alcuni progetti che avrebbero segnato in modo irrimediabile la sua discesa verso la totale dispersione di quella vena che l'aveva resa oggetto di un vero e proprio culto per gli appassionati del folk albionico.
Nello stesso anno della pubblicazione di Sandy, il 1972, si fece coinvolgere nel progetto The Bunch assieme ad alcuni membri dei Fairport Convention e dei Fotheringay. Il progetto in questione, dato alle stampe col titolo Rock On, consisteva in una rilettura di alcuni classici tradizionali rock and roll, da Buddy Holly a Elvis Presley passando per Jerry Lee Lewis: facile immaginare come mai il lavoro sia passato completamente inosservato, anche alla luce della scelta di un repertorio irrimediabilmente scontato. La pessima riuscita del progetto The Bunch, per quanto non circondato da particolari aspettative già in partenza, contribuì a minare la pur precaria stabilità musicale raggiunta della cantante che improvvisamente iniziò a cercare supporto nella direzione sbagliata per il suo successivo lavoro.
Fu così che da più parti iniziarono a giungere pressioni verso la cantante, non ultimo dal suo compagno Trevor Lucas. Sandy, che aveva bisogno di sentire verso di sé sicurezza e fiducia per riuscire a cogliere la sua delicata vena creativa, venne colpevolizzata in modo sistematico per il suo attaccamento al folk (troppo obsoleto per i tempi, a loro dire) e progressivamente spinta ad abbandonarlo per ambire a raggiungere più ampie platee di ascolto.
Il momento non fu casuale anche per quanto riguardava il contesto musicale dell'epoca: diverse cantanti, nello stesso periodo, abbandonarono la strada del folk (un nome su tutti è quello di Joni Mitchell) per seguire le sirene del jazz o della musica leggera, attratte dal miraggio della maggiore popolarità.

#### Like An Old-Fashioned Waltze l'abbandono del folk
Il risultato di tale opera di logoramento è immediatamente riscontrabile in Like An Old-Fashioned Waltz, séguito discografico di Sandy, dato alle stampe nel 1973.
Quello che colpisce immediatamente l'ascoltatore, anche se non purista del genere, è la bizzarra pomposità degli arrangiamenti di archi, di una ridondanza tanto ostentata quanto fuori luogo (la cantante li definiva, con amaro sarcasmo, "cappotti di pelliccia"), neppure accostabili a quelli dei due lavori precedenti, volti invece a conferire un aspetto arcano e nebuloso alle composizioni e a creare una generale rarefazione delle atmosfere.
La resa della cantante, così fortemente condizionata da quel delicatissimo equilibrio strumentale che sorreggeva le sue opere precedenti, ne risultò irrimediabilmente compromessa, tagliando fatalmente le frequenze di un progetto che, per il livello di buona parte delle composizioni, avrebbe invece potuto ben competere con i precedenti. Prova ne sia il fatto che, ascoltando i brani dell'album reincisi dalla cantante per la BBC Radio, nello stesso periodo ma in versione per sola voce e pianoforte, emerge in modo inequivocabile quella dimensione delicata e intimistica tragicamente soffocata, nelle registrazioni originali, dallo zelo di arrangiatori troppo impegnati a rendere più commerciali i pezzi.

#### Il matrimonio e l'inizio della crisi personale
La risposta del pubblico a un album con simili presupposti fu deludente. Per la cantante non fu facile gestire tale situazione, da lei reputata di crisi creativa ma, più realisticamente, riconducibile a uno smarrimento di identità musicale, peraltro a lei non imputabile; a ciò si aggiunsero i problemi personali, aggravatisi a seguito del matrimonio, il 20 settembre 1973, col suo storico compagno e produttore Trevor Lucas.
Molti furono coloro che tentarono di dissuaderla dalla sua intenzione di sposare Lucas, mossi dalla convinzione che questi fosse soltanto un arrivista che le stava accanto per portare avanti i propri progetti sfruttando le sue ottime credenziali discografiche: il padre della cantante, a riprova del suo radicale dissenso, si rifiutò persino di partecipare alla cerimonia.
Sandy ne era consapevole (in un'intervista del 1970 disse di sé, a proposito della relazione con Lucas, "sono una codarda"), ma non ebbe mai la forza di venire a capo della situazione proprio per la sua naturale e perenne insicurezza.
A seguito di questi fatti, la cantante iniziò una discesa progressiva e inarrestabile verso l'autodistruzione, iniziando a dedicarsi a stravizi di vario tipo, a fare uso di stupefacenti e a bere smodatamente.

### La brevereunioncon i Fairport Convention
L'instabilità seguìta al progetto The Bunch e aggravatasi con Like An Old-Fashioned Waltz non era destinata a rientrare. La crisi di identità musicale la spinse a tentare di recuperare quello che era stato il suo periodo di massimo splendore creativo: fu così che nel 1974 venne ufficializzato il ritorno di Sandy Denny nel ruolo di voce solista dei Fairport Convention.
Gli estimatori del gruppo accolsero, com'era ovvio, la notizia in modo trionfale, ma si trattava di un'iniziativa poco ponderata: d'altronde, la reunion avveniva esclusivamente come ragione sociale e non certo come assetto, dato che tutti i membri della formazione del 1969 avevano abbandonato il gruppo, eccezion fatta per Simon Nicol che comunque non aveva dato - fino ad allora - alcun contributo significativo al progetto.
L'assenza della formazione originale e in particolare del chitarrista Richard Thompson fu alla base dell'impossibilità, per la cantante, di ricreare quella magia che cinque anni prima le aveva consentito di tessere assieme ai suoi compagni la trama fatata di Liege & Lief: così, quello che doveva essere un accogliente ritorno a casa, col suo elettrizzante carico di aspettative e di responsabilità, rivelò ben presto i contorni della disfatta.
Il tour mondiale che aveva visto il ritorno di Sandy Denny si rivelò un completo disastro, al punto che il gruppo si vide costretto a tirar fuori dal cilindro un album ad hoc per poter far fronte al baratro economico in cui le casse della formazione erano precipitate. Tale condizione di necessità trovò forma in un live, dato alle stampe con il titolo di Live Convention, nel 1974, appena qualche mese dopo il rientro della cantante nei ranghi della band.
La situazione non migliorò nel 1975, con l'uscita di un lavoro di studio sempre sotto le insegne dei Fairport Convention, Rising for the Moon. Nonostante presenti diversi spunti più che buoni e alcuni addirittura eccellenti, la registrazione di studio non riesce a coprire quelle che sono le pecche della formazione: un sound discreto ma anonimo, lontanissimo dalle migliori prove della formazione del 1969, un repertorio complessivamente non all'altezza e soprattutto la voce di Sandy Denny priva dello smalto e delle fosche suggestioni che l'avevano resa massima incarnazione dello spirito del genere.

### Il ritorno da solista conRendezvous
L'album ebbe un'accoglienza a dir poco deludente da parte del pubblico: oltre a questo, lo stato in cui annaspava il gruppo, a causa della generale disarmonia interna e dei continui contrasti tra la cantante e l'onnipresente marito Trevor Lucas, convinse la Island Records a non concedere ulteriore fiducia al progetto, che venne così affondato; oltre a ciò, sul finire del 1976 Sandy rimase incinta.
Nonostante la confusione e l'abbattimento del periodo la cantante iniziò a scrivere i brani per quello che sarebbe stato il suo ultimo disco, Rendezvous.
La situazione parve momentaneamente offrire qualche speranza di risalita, anche in virtù delle aspettative che accompagnavano l'uscita del disco: sembra persino che la cantante, in quel periodo, avesse progettato di trasferirsi negli Stati Uniti con il marito Trevor per tentare di recuperare il rapporto; la nascita prematura della piccola Georgia Rose Lucas, il 12 luglio 1977, stravolse però ogni progetto.
Rendezvous, uscito nella prima metà del 1977, non ottenne alcun riscontro: colpa, come nel caso del precedente Like An Old-Fashioned Waltz, di un repertorio opaco e raramente degno di nota, di un ormai smaccato ammiccamento alla musica pop e dei soliti arrangiamenti di esemplare pesantezza, così lontani da quegli standard di semplicità ed eterea magia nei quali la cantante aveva trovato il suo stato di grazia anni addietro.
Nell'autunno del 1977 il fondatore della Island Records, Chris Blackwell, non potendo giustificare gli investimenti della casa discografica su Sandy, giunse alla decisione di non rinnovarle neppure il contratto relativo alle sue successive uscite da solista.
Nonostante fosse ormai cronicamente dipendente dall'alcool e sempre più schiacciata dalla sua travagliata situazione personale, giunta al limite della paranoia, Sandy pianificò una serie di date dal vivo al fine di attirare l'attenzione delle case discografiche. L'iniziativa si rivelò infruttuosa, tanto sotto il profilo promozionale, quanto - inaspettatamente - sotto quello del riscontro del pubblico; Sandy tenne così quella che sarebbe stata la sua ultima esibizione dal vivo il 27 novembre 1977 al Royalty Theatre di Londra.

### La rottura col marito e la morte

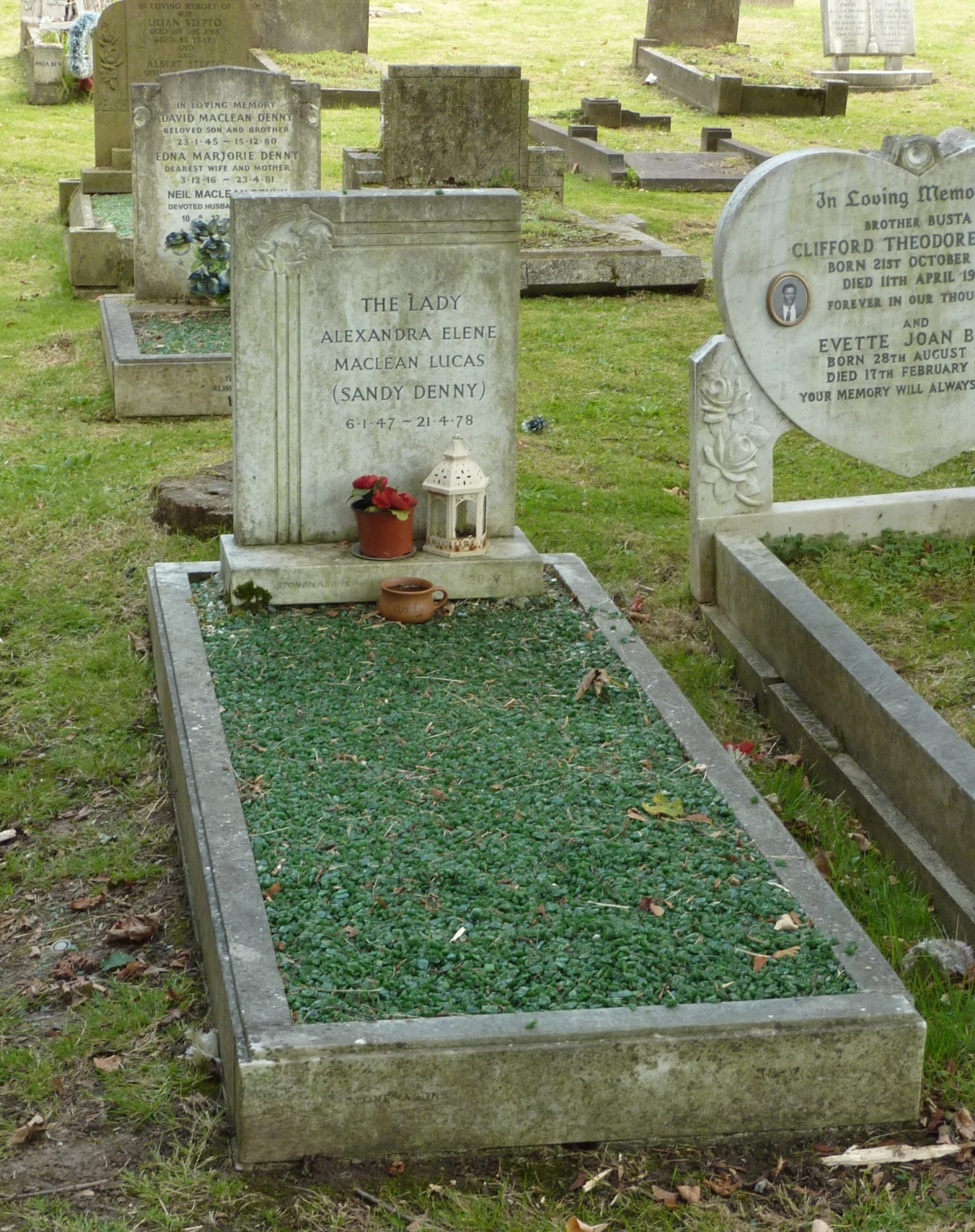
La tomba di Sandy Denny al cimitero di Putney Vale a Londra, 2014

Nei primi mesi del 1978 il travagliato matrimonio con Trevor Lucas raggiunse livelli drammatici, al punto che il 13 aprile Trevor si imbarcò su un aereo per l'Australia con un biglietto di sola andata in tasca. Aveva con sé la piccola Georgia.
Nel marzo 1978, Sandy trascorse un periodo presso i propri genitori, in Cornovaglia. Durante questo breve soggiorno si procurò una ferita alla testa a seguito di una caduta dalle scale in un momento di ubriachezza; nonostante l'infortunio non fosse propriamente banale, l'opportunità di un controllo medico non venne presa in considerazione, a quanto pare su pressione della madre, preoccupata di non far sapere in giro che Sandy fosse dedita all'alcol. Stando ai racconti della sua amica Miranda Ward, però, nei giorni successivi all'evento Sandy iniziò ad accusare dei fortissimi mal di testa, tanto che lei stessa si premurò di prenotarle una visita di controllo per lunedì 17 aprile.
Quella mattina, Miranda lasciò le chiavi di casa a un musicista che abitava nei paraggi, John Cole, prima di recarsi al lavoro.
Alle 14.30 dello stesso giorno Cole, non ricevendo risposta, entrò in casa della cantante e la trovò riversa in fondo alle scale.
Mezz'ora dopo Sandy venne ricoverata al Queen's Mary Hospital di Roehampton, in coma, a causa di un'emorragia cerebrale.
Dopo un tentativo di rimuovere chirurgicamente l'emorragia che non sortì gli effetti sperati, la cantante si spense all'Atkinson Morley Hospital senza mai riprendere conoscenza il 21 aprile 1978, all'età di soli trentuno anni.
Sandy Denny riposa nel cimitero di Putney Vale.

## Eredità musicale
A Sandy Denny viene comunemente attribuita la prima sperimentazione nell'accostamento dei brani tradizionali britannici alle sonorità rock e west coast in voga sul finire degli anni sessanta. Va comunque segnalato che i membri dei Fairport Convention, gruppo di cui fu cantante nel 1969, giocarono un ruolo essenziale nel corso di questa elaborazione; oltre al gusto chitarristico di Richard Thompson, capace di conferire coerenza alla rilettura dei brani tradizionali in chiave contemporanea mantenendone intatto lo spirito, fondamentale fu il contributo di ricerca svolto presso la Cecil Sharp House dal bassista Ashley Hutchings durante i lavori per Liege & Lief: quello che viene generalmente indicato come primo disco folk-rock del filone britannico nacque proprio sugli antichi brani e testi recuperati da Hutchings, oltre che sul vastissimo repertorio folk tradizionale posseduto da Sandy.
Il canone musicale definito da Sandy Denny con i Fairport Convention nei diciotto mesi di permanenza alla guida della formazione, oltre ad avere indelebilmente segnato il percorso successivo del gruppo dopo il suo abbandono, rimane a tutt'oggi alla base dell'esperienza musicale degli artisti folk rock angloirlandesi che sarebbero venuti - come ad esempio Kate Bush, che tra l'altro la cita esplicitamente nella canzone Blow away (for Bill), Kate Rusby o i Corrs - e persino di alcuni gruppi a loro precedenti come i Pentangle, i Chieftains, i Clannad o i Lindisfarne - e contemporanei; discorso a parte meritano i Corrs, gruppo progressivamente accostatosi alla musica pop ma comunque basato su solidi elementi folk rock, spesso mutuati in modo esplicito proprio da Sandy Denny e dai Fairport Convention.
Echi di tale ciclo di sperimentazione a cavallo tra il folk e il rock contemporaneo sono riscontrabili anche in gruppi decisamente hard come i Led Zeppelin - non a caso il gruppo volle proprio Sandy Denny come voce di contraltare a quella di Robert Plant in The Battle Of Evermore - e persino heavy metal come i Thin Lizzy, gruppo irlandese che non di rado ha inserito nei propri brani elementi di Irish folk; Philip Lynott, cantante del gruppo, ha peraltro registrato un tributo a Sandy assieme al gruppo irlandese dei Clann Edair, nel 1984.
La musica di Sandy Denny, in specie nella sua veste più eminentemente cantautorale, ha spesso varcato quelli che sono gli stretti confini folk rock per approdare a generi anche poco affini; il brano Remember dei Groove Armada, inserito nell'album Lovebox del 2003, è basato sulla traccia vocale estratta dal brano Autopsy (contenuta nell'album Unhalfbricking), con l'aggiunta di parti interpretate dal London Community Gospel Choir mentre Who Knows Where the Time Goes, che attualmente conta una cinquantina di riproposizioni da parte di altri artisti, è stato reinterpretato anche da cantanti decisamente distanti dal folk come la jazzista Nina Simone, Judy Collins o Cat Power; analogo discorso vale per la rilettura del brano Solo ad opera di Fish, ex frontman del gruppo progressive rock Marillion, proposta nell'album Songs from the Mirror del 1993.
Nell'album North Atlantic Drift del 2003, la band inglese Ocean Colour Scene ha dedicato il pezzo She's Been Writing a Sandy Denny.

## Discografia

### Con altri gruppi o artisti
- The Strawbs - 1968 - All Our Own Work
- Fairport Convention - 1969 - What We Did on Our Holidays
- Fairport Convention - 1969 - Unhalfbricking
- Fairport Convention - 1969 - Liege & Lief
- Fotheringay - 1970 - Fotheringay
- The Bunch - 1972 - Rock On
- Fairport Convention - 1974 - Live Convention
- Fairport Convention - 1974 - Rising for the Moon
- Fotheringay - 2008 - Fotheringay 2

### Come solista[91]
- 1971 - The North Star Grassman and the Ravens
- 1972 - Sandy
- 1973 - Like an Old Fashioned Waltz
- 1977 - Rendezvous

### Singoli (45 giri)
- 1972 - Listen, Listen / Tomorrow Is a Long Time
- 1974 - Whispering Grass / Until the Real Thing Comes Along
- 1974 - Like an Old Fashioned Waltz / Friends
- 1977 - Candle in the Wind / Still Waters Run Deep

### Colonne sonore
- 1971 - Christa/Swedish Fly Girls
- 1972 - Pass Of Arms

### Pubblicazioni postume
- 1985 - Sandy Denny & The Strawbs
- 1986 - Who Knows Where The Time Goes
- 1995 - The Attic Tracks 1972-1984
- 1997 - The BBC Sessions 1971-1973
- 1998 - Gold Dust - Live At The Royalty (The Final Concert)
- 2000 - No More Sad Refrains - The Anthology
- 2004 - A Boxful Of Treasures
- 2005 - Where The Time Goes - The Early Years
- 2007 - Live At The BBC
- 2008 - The Best Of The BBC Recordings
- 2008 - The Music Weaver: Sandy Denny Remembered
- 2010 - All Our Own Work
- 2010 - Sandy Denny

## Riconoscimenti
- Britain's Best Female Singer nel 1971 e nel 1972, secondo i sondaggi della rivista Melody Maker.